# Lista di asteroidi (181001-182000)
Di seguito una lista di asteroidi dal numero 181001 al 182000 con data di scoperta e scopritore.

## 181001-181100
| Nome        | Designazione provvisoria | Data di scoperta | Scopritore                 |
| ----------- | ------------------------ | ---------------- | -------------------------- |
| 181001 -    | 2005 ND40                | 3 luglio 2005    | Mount Lemmon Survey        |
| 181002 -    | 2005 NG45                | 5 luglio 2005    | Mount Lemmon Survey        |
| 181003 -    | 2005 NJ47                | 7 luglio 2005    | Spacewatch                 |
| 181004 -    | 2005 NU47                | 7 luglio 2005    | Spacewatch                 |
| 181005 -    | 2005 NX48                | 4 luglio 2005    | NEAT                       |
| 181006 -    | 2005 ND54                | 10 luglio 2005   | Spacewatch                 |
| 181007 -    | 2005 NG55                | 10 luglio 2005   | Spacewatch                 |
| 181008 -    | 2005 NH57                | 5 luglio 2005    | NEAT                       |
| 181009 -    | 2005 NE63                | 13 luglio 2005   | Lowe, A.                   |
| 181010 -    | 2005 NA64                | 1 luglio 2005    | Spacewatch                 |
| 181011 -    | 2005 NM65                | 1 luglio 2005    | Spacewatch                 |
| 181012 -    | 2005 NE67                | 2 luglio 2005    | Spacewatch                 |
| 181013 -    | 2005 NU73                | 9 luglio 2005    | Spacewatch                 |
| 181014 -    | 2005 ND74                | 9 luglio 2005    | Spacewatch                 |
| 181015 -    | 2005 NU77                | 11 luglio 2005   | Mount Lemmon Survey        |
| 181016 -    | 2005 ND78                | 11 luglio 2005   | Spacewatch                 |
| 181017 -    | 2005 NK78                | 11 luglio 2005   | Spacewatch                 |
| 181018 -    | 2005 NU80                | 12 luglio 2005   | Bickel, W.                 |
| 181019 -    | 2005 NY84                | 2 luglio 2005    | Spacewatch                 |
| 181020 -    | 2005 NW86                | 3 luglio 2005    | Mount Lemmon Survey        |
| 181021 -    | 2005 NQ97                | 9 luglio 2005    | Spacewatch                 |
| 181022 -    | 2005 ND101               | 10 luglio 2005   | Spacewatch                 |
| 181023 -    | 2005 NW107               | 7 luglio 2005    | Veillet, C.                |
| 181024 -    | 2005 NM115               | 7 luglio 2005    | Veillet, C.                |
| 181025 -    | 2005 OU3                 | 28 luglio 2005   | Broughton, J.              |
| 181026 -    | 2005 OX3                 | 29 luglio 2005   | NEAT                       |
| 181027 -    | 2005 OR6                 | 28 luglio 2005   | NEAT                       |
| 181028 -    | 2005 OW9                 | 27 luglio 2005   | NEAT                       |
| 181029 -    | 2005 OX9                 | 27 luglio 2005   | NEAT                       |
| 181030 -    | 2005 OP11                | 28 luglio 2005   | NEAT                       |
| 181031 -    | 2005 OX11                | 29 luglio 2005   | NEAT                       |
| 181032 -    | 2005 OO12                | 29 luglio 2005   | NEAT                       |
| 181033 -    | 2005 OX12                | 29 luglio 2005   | NEAT                       |
| 181034 -    | 2005 OM19                | 28 luglio 2005   | NEAT                       |
| 181035 -    | 2005 OO20                | 28 luglio 2005   | NEAT                       |
| 181036 -    | 2005 OV20                | 28 luglio 2005   | NEAT                       |
| 181037 -    | 2005 OE22                | 29 luglio 2005   | NEAT                       |
| 181038 -    | 2005 OZ22                | 29 luglio 2005   | NEAT                       |
| 181039 -    | 2005 OH24                | 30 luglio 2005   | NEAT                       |
| 181040 -    | 2005 OM25                | 31 luglio 2005   | NEAT                       |
| 181041 -    | 2005 OB28                | 30 luglio 2005   | NEAT                       |
| 181042 -    | 2005 OF29                | 16 luglio 2005   | CSS                        |
| 181043 Anan | 2005 PV                  | 4 agosto 2005    | Hori, H., Maeno, H.        |
| 181044 -    | 2005 PE1                 | 1 agosto 2005    | Siding Spring Survey       |
| 181045 -    | 2005 PU1                 | 1 agosto 2005    | Siding Spring Survey       |
| 181046 -    | 2005 PU2                 | 2 agosto 2005    | LINEAR                     |
| 181047 -    | 2005 PJ3                 | 4 agosto 2005    | NEAT                       |
| 181048 -    | 2005 PS3                 | 6 agosto 2005    | Broughton, J.              |
| 181049 -    | 2005 PH4                 | 4 agosto 2005    | NEAT                       |
| 181050 -    | 2005 PB5                 | 2 agosto 2005    | Broughton, J.              |
| 181051 -    | 2005 PC5                 | 6 agosto 2005    | Broughton, J.              |
| 181052 -    | 2005 PO8                 | 4 agosto 2005    | NEAT                       |
| 181053 -    | 2005 PH9                 | 4 agosto 2005    | NEAT                       |
| 181054 -    | 2005 PZ11                | 4 agosto 2005    | NEAT                       |
| 181055 -    | 2005 PA14                | 4 agosto 2005    | NEAT                       |
| 181056 -    | 2005 PX17                | 11 agosto 2005   | Ferrando, R., Ferrando, M. |
| 181057 -    | 2005 PT18                | 9 agosto 2005    | LINEAR                     |
| 181058 -    | 2005 PQ19                | 6 agosto 2005    | NEAT                       |
| 181059 -    | 2005 QJ1                 | 22 agosto 2005   | NEAT                       |
| 181060 -    | 2005 QX1                 | 22 agosto 2005   | NEAT                       |
| 181061 -    | 2005 QF2                 | 24 agosto 2005   | NEAT                       |
| 181062 -    | 2005 QG2                 | 24 agosto 2005   | NEAT                       |
| 181063 -    | 2005 QP4                 | 24 agosto 2005   | NEAT                       |
| 181064 -    | 2005 QT4                 | 24 agosto 2005   | NEAT                       |
| 181065 -    | 2005 QY5                 | 24 agosto 2005   | NEAT                       |
| 181066 -    | 2005 QC6                 | 24 agosto 2005   | NEAT                       |
| 181067 -    | 2005 QG9                 | 25 agosto 2005   | NEAT                       |
| 181068 -    | 2005 QA12                | 24 agosto 2005   | NEAT                       |
| 181069 -    | 2005 QF15                | 25 agosto 2005   | NEAT                       |
| 181070 -    | 2005 QG15                | 25 agosto 2005   | NEAT                       |
| 181071 -    | 2005 QH19                | 25 agosto 2005   | CINEOS                     |
| 181072 -    | 2005 QJ19                | 25 agosto 2005   | CINEOS                     |
| 181073 -    | 2005 QQ19                | 25 agosto 2005   | CINEOS                     |
| 181074 -    | 2005 QQ20                | 26 agosto 2005   | LONEOS                     |
| 181075 -    | 2005 QT20                | 26 agosto 2005   | LONEOS                     |
| 181076 -    | 2005 QG23                | 27 agosto 2005   | LONEOS                     |
| 181077 -    | 2005 QB26                | 27 agosto 2005   | Spacewatch                 |
| 181078 -    | 2005 QH26                | 27 agosto 2005   | Spacewatch                 |
| 181079 -    | 2005 QO27                | 27 agosto 2005   | Spacewatch                 |
| 181080 -    | 2005 QP31                | 22 agosto 2005   | Siding Spring Survey       |
| 181081 -    | 2005 QM36                | 25 agosto 2005   | NEAT                       |
| 181082 -    | 2005 QC37                | 25 agosto 2005   | NEAT                       |
| 181083 -    | 2005 QY37                | 25 agosto 2005   | NEAT                       |
| 181084 -    | 2005 QN38                | 25 agosto 2005   | CINEOS                     |
| 181085 -    | 2005 QF42                | 26 agosto 2005   | LONEOS                     |
| 181086 -    | 2005 QL46                | 26 agosto 2005   | NEAT                       |
| 181087 -    | 2005 QW47                | 26 agosto 2005   | NEAT                       |
| 181088 -    | 2005 QB50                | 26 agosto 2005   | NEAT                       |
| 181089 -    | 2005 QV51                | 27 agosto 2005   | LONEOS                     |
| 181090 -    | 2005 QB52                | 27 agosto 2005   | LONEOS                     |
| 181091 -    | 2005 QW53                | 28 agosto 2005   | Spacewatch                 |
| 181092 -    | 2005 QN55                | 28 agosto 2005   | LONEOS                     |
| 181093 -    | 2005 QB56                | 28 agosto 2005   | Spacewatch                 |
| 181094 -    | 2005 QF56                | 28 agosto 2005   | NEAT                       |
| 181095 -    | 2005 QE59                | 25 agosto 2005   | NEAT                       |
| 181096 -    | 2005 QC61                | 26 agosto 2005   | NEAT                       |
| 181097 -    | 2005 QG64                | 26 agosto 2005   | NEAT                       |
| 181098 -    | 2005 QW64                | 26 agosto 2005   | LONEOS                     |
| 181099 -    | 2005 QC66                | 27 agosto 2005   | LONEOS                     |
| 181100 -    | 2005 QV69                | 29 agosto 2005   | LINEAR                     |

## 181101-181200
| Nome               | Designazione provvisoria | Data di scoperta  | Scopritore           |
| ------------------ | ------------------------ | ----------------- | -------------------- |
| 181101 -           | 2005 QA70                | 29 agosto 2005    | LINEAR               |
| 181102 -           | 2005 QB71                | 29 agosto 2005    | LINEAR               |
| 181103 -           | 2005 QQ71                | 29 agosto 2005    | LONEOS               |
| 181104 -           | 2005 QD72                | 29 agosto 2005    | LONEOS               |
| 181105 -           | 2005 QO72                | 29 agosto 2005    | Spacewatch           |
| 181106 -           | 2005 QW73                | 29 agosto 2005    | LONEOS               |
| 181107 -           | 2005 QN76                | 24 agosto 2005    | NEAT                 |
| 181108 -           | 2005 QS76                | 28 agosto 2005    | St. Veran            |
| 181109 -           | 2005 QZ80                | 28 agosto 2005    | Siding Spring Survey |
| 181110 -           | 2005 QO85                | 30 agosto 2005    | Spacewatch           |
| 181111 -           | 2005 QJ88                | 24 agosto 2005    | Broughton, J.        |
| 181112 -           | 2005 QL91                | 25 agosto 2005    | CINEOS               |
| 181113 -           | 2005 QS92                | 26 agosto 2005    | NEAT                 |
| 181114 -           | 2005 QK93                | 26 agosto 2005    | NEAT                 |
| 181115 -           | 2005 QF94                | 27 agosto 2005    | NEAT                 |
| 181116 -           | 2005 QN95                | 27 agosto 2005    | NEAT                 |
| 181117 -           | 2005 QH98                | 27 agosto 2005    | NEAT                 |
| 181118 -           | 2005 QM98                | 27 agosto 2005    | NEAT                 |
| 181119 -           | 2005 QO106               | 27 agosto 2005    | NEAT                 |
| 181120 -           | 2005 QM109               | 27 agosto 2005    | NEAT                 |
| 181121 -           | 2005 QD110               | 27 agosto 2005    | NEAT                 |
| 181122 -           | 2005 QV111               | 27 agosto 2005    | NEAT                 |
| 181123 -           | 2005 QX111               | 27 agosto 2005    | NEAT                 |
| 181124 -           | 2005 QN112               | 27 agosto 2005    | NEAT                 |
| 181125 -           | 2005 QY114               | 27 agosto 2005    | NEAT                 |
| 181126 -           | 2005 QN115               | 27 agosto 2005    | NEAT                 |
| 181127 -           | 2005 QZ124               | 28 agosto 2005    | Spacewatch           |
| 181128 -           | 2005 QA127               | 28 agosto 2005    | Spacewatch           |
| 181129 -           | 2005 QN135               | 28 agosto 2005    | Spacewatch           |
| 181130 -           | 2005 QM137               | 28 agosto 2005    | Spacewatch           |
| 181131 -           | 2005 QC139               | 28 agosto 2005    | Spacewatch           |
| 181132 -           | 2005 QW140               | 29 agosto 2005    | LONEOS               |
| 181133 -           | 2005 QH142               | 30 agosto 2005    | LINEAR               |
| 181134 -           | 2005 QO149               | 28 agosto 2005    | Siding Spring Survey |
| 181135 -           | 2005 QW150               | 30 agosto 2005    | Spacewatch           |
| 181136 Losonczrita | 2005 QA152               | 25 agosto 2005    | Piszkesteto          |
| 181137 -           | 2005 QX155               | 30 agosto 2005    | NEAT                 |
| 181138 -           | 2005 QZ156               | 30 agosto 2005    | NEAT                 |
| 181139 -           | 2005 QZ157               | 26 agosto 2005    | NEAT                 |
| 181140 -           | 2005 QW165               | 31 agosto 2005    | NEAT                 |
| 181141 -           | 2005 QN171               | 29 agosto 2005    | NEAT                 |
| 181142 -           | 2005 QF174               | 31 agosto 2005    | Spacewatch           |
| 181143 -           | 2005 QM174               | 31 agosto 2005    | Spacewatch           |
| 181144 -           | 2005 QJ177               | 27 agosto 2005    | Spacewatch           |
| 181145 -           | 2005 QC178               | 24 agosto 2005    | NEAT                 |
| 181146 -           | 2005 QY178               | 31 agosto 2005    | Spacewatch           |
| 181147 -           | 2005 RF3                 | 4 settembre 2005  | Observatoire Naef    |
| 181148 -           | 2005 RL3                 | 3 settembre 2005  | NEAT                 |
| 181149 -           | 2005 RV6                 | 5 settembre 2005  | NEAT                 |
| 181150 -           | 2005 RD7                 | 6 settembre 2005  | LONEOS               |
| 181151 -           | 2005 RG8                 | 8 settembre 2005  | LINEAR               |
| 181152 -           | 2005 RE15                | 1 settembre 2005  | Spacewatch           |
| 181153 -           | 2005 RL22                | 10 settembre 2005 | LONEOS               |
| 181154 -           | 2005 RX22                | 6 settembre 2005  | LONEOS               |
| 181155 -           | 2005 RC24                | 11 settembre 2005 | Spacewatch           |
| 181156 -           | 2005 RS31                | 13 settembre 2005 | LONEOS               |
| 181157 -           | 2005 RE33                | 14 settembre 2005 | CSS                  |
| 181158 -           | 2005 RN41                | 13 settembre 2005 | Spacewatch           |
| 181159 -           | 2005 RK47                | 13 settembre 2005 | Becker, A. C.        |
| 181160 -           | 2005 SZ2                 | 23 settembre 2005 | CSS                  |
| 181161 -           | 2005 SQ3                 | 23 settembre 2005 | Spacewatch           |
| 181162 -           | 2005 SK11                | 23 settembre 2005 | Spacewatch           |
| 181163 -           | 2005 SP13                | 24 settembre 2005 | Spacewatch           |
| 181164 -           | 2005 SQ16                | 26 settembre 2005 | Spacewatch           |
| 181165 -           | 2005 SD22                | 23 settembre 2005 | Spacewatch           |
| 181166 -           | 2005 SZ24                | 24 settembre 2005 | LONEOS               |
| 181167 -           | 2005 SF31                | 23 settembre 2005 | LONEOS               |
| 181168 -           | 2005 SL43                | 24 settembre 2005 | Spacewatch           |
| 181169 -           | 2005 SB53                | 25 settembre 2005 | Spacewatch           |
| 181170 -           | 2005 SS59                | 26 settembre 2005 | Spacewatch           |
| 181171 -           | 2005 SL60                | 26 settembre 2005 | NEAT                 |
| 181172 -           | 2005 SQ66                | 27 settembre 2005 | Spacewatch           |
| 181173 -           | 2005 SY66                | 27 settembre 2005 | Spacewatch           |
| 181174 -           | 2005 SV70                | 27 settembre 2005 | Healy, D.            |
| 181175 -           | 2005 SY71                | 23 settembre 2005 | CSS                  |
| 181176 -           | 2005 SN73                | 23 settembre 2005 | Spacewatch           |
| 181177 -           | 2005 SV73                | 23 settembre 2005 | CSS                  |
| 181178 -           | 2005 SL77                | 24 settembre 2005 | Spacewatch           |
| 181179 -           | 2005 SV77                | 24 settembre 2005 | Spacewatch           |
| 181180 -           | 2005 ST81                | 24 settembre 2005 | Spacewatch           |
| 181181 -           | 2005 SZ85                | 24 settembre 2005 | Spacewatch           |
| 181182 -           | 2005 SF87                | 24 settembre 2005 | Spacewatch           |
| 181183 -           | 2005 SG92                | 24 settembre 2005 | Spacewatch           |
| 181184 -           | 2005 SQ95                | 25 settembre 2005 | Spacewatch           |
| 181185 -           | 2005 SD104               | 25 settembre 2005 | Spacewatch           |
| 181186 -           | 2005 SW104               | 25 settembre 2005 | Spacewatch           |
| 181187 -           | 2005 SG105               | 25 settembre 2005 | Spacewatch           |
| 181188 -           | 2005 SL109               | 26 settembre 2005 | Spacewatch           |
| 181189 -           | 2005 SP114               | 27 settembre 2005 | Spacewatch           |
| 181190 -           | 2005 SU114               | 27 settembre 2005 | Spacewatch           |
| 181191 -           | 2005 SR120               | 29 settembre 2005 | Spacewatch           |
| 181192 -           | 2005 SM123               | 29 settembre 2005 | LONEOS               |
| 181193 -           | 2005 ST123               | 29 settembre 2005 | Spacewatch           |
| 181194 -           | 2005 SV129               | 29 settembre 2005 | Mount Lemmon Survey  |
| 181195 -           | 2005 SN132               | 29 settembre 2005 | Spacewatch           |
| 181196 -           | 2005 SF137               | 24 settembre 2005 | Spacewatch           |
| 181197 -           | 2005 SJ140               | 25 settembre 2005 | Spacewatch           |
| 181198 -           | 2005 SW141               | 25 settembre 2005 | Spacewatch           |
| 181199 -           | 2005 SP147               | 25 settembre 2005 | Spacewatch           |
| 181200 -           | 2005 SO155               | 26 settembre 2005 | LINEAR               |

## 181201-181300
| Nome              | Designazione provvisoria | Data di scoperta  | Scopritore          |
| ----------------- | ------------------------ | ----------------- | ------------------- |
| 181201 -          | 2005 ST160               | 27 settembre 2005 | Spacewatch          |
| 181202 -          | 2005 SQ162               | 27 settembre 2005 | Spacewatch          |
| 181203 -          | 2005 SW166               | 28 settembre 2005 | NEAT                |
| 181204 -          | 2005 SU169               | 29 settembre 2005 | Spacewatch          |
| 181205 -          | 2005 SR171               | 29 settembre 2005 | Spacewatch          |
| 181206 -          | 2005 SG173               | 29 settembre 2005 | Spacewatch          |
| 181207 -          | 2005 SX173               | 29 settembre 2005 | LONEOS              |
| 181208 -          | 2005 SA179               | 29 settembre 2005 | LONEOS              |
| 181209 -          | 2005 SP184               | 29 settembre 2005 | Spacewatch          |
| 181210 -          | 2005 SR184               | 29 settembre 2005 | Spacewatch          |
| 181211 -          | 2005 SQ190               | 29 settembre 2005 | LONEOS              |
| 181212 -          | 2005 SW190               | 29 settembre 2005 | LONEOS              |
| 181213 -          | 2005 SW191               | 29 settembre 2005 | Mount Lemmon Survey |
| 181214 -          | 2005 SW197               | 30 settembre 2005 | Mount Lemmon Survey |
| 181215 -          | 2005 SM198               | 30 settembre 2005 | Mount Lemmon Survey |
| 181216 -          | 2005 SY252               | 24 settembre 2005 | NEAT                |
| 181217 -          | 2005 SA255               | 22 settembre 2005 | NEAT                |
| 181218 -          | 2005 SE255               | 22 settembre 2005 | NEAT                |
| 181219 -          | 2005 SE259               | 24 settembre 2005 | LONEOS              |
| 181220 -          | 2005 SB263               | 23 settembre 2005 | Spacewatch          |
| 181221 -          | 2005 SR270               | 30 settembre 2005 | LONEOS              |
| 181222 -          | 2005 TN1                 | 1 ottobre 2005    | LINEAR              |
| 181223 -          | 2005 TY2                 | 1 ottobre 2005    | CSS                 |
| 181224 -          | 2005 TU3                 | 1 ottobre 2005    | LONEOS              |
| 181225 -          | 2005 TP29                | 3 ottobre 2005    | Spacewatch          |
| 181226 -          | 2005 TD35                | 1 ottobre 2005    | Spacewatch          |
| 181227 -          | 2005 TK36                | 1 ottobre 2005    | Mount Lemmon Survey |
| 181228 -          | 2005 TA46                | 9 ottobre 2005    | Ottmarsheim         |
| 181229 -          | 2005 TO49                | 2 ottobre 2005    | Mount Lemmon Survey |
| 181230 -          | 2005 TU64                | 1 ottobre 2005    | Spacewatch          |
| 181231 -          | 2005 TA83                | 3 ottobre 2005    | LINEAR              |
| 181232 -          | 2005 TO96                | 6 ottobre 2005    | Mount Lemmon Survey |
| 181233 -          | 2005 TB101               | 7 ottobre 2005    | CSS                 |
| 181234 -          | 2005 TM130               | 7 ottobre 2005    | Spacewatch          |
| 181235 -          | 2005 TQ130               | 7 ottobre 2005    | Spacewatch          |
| 181236 -          | 2005 TV136               | 6 ottobre 2005    | Spacewatch          |
| 181237 -          | 2005 TF154               | 8 ottobre 2005    | LINEAR              |
| 181238 -          | 2005 TP176               | 1 ottobre 2005    | Spacewatch          |
| 181239 -          | 2005 TC190               | 1 ottobre 2005    | Spacewatch          |
| 181240 -          | 2005 UQ4                 | 26 ottobre 2005   | LINEAR              |
| 181241 Dipasquale | 2005 UD7                 | 28 ottobre 2005   | a Casulli, V. S.    |
| 181242 -          | 2005 UO24                | 23 ottobre 2005   | Spacewatch          |
| 181243 -          | 2005 UC48                | 22 ottobre 2005   | NEAT                |
| 181244 -          | 2005 UH48                | 22 ottobre 2005   | NEAT                |
| 181245 -          | 2005 UW65                | 22 ottobre 2005   | LONEOS              |
| 181246 -          | 2005 UX65                | 22 ottobre 2005   | NEAT                |
| 181247 -          | 2005 UP66                | 22 ottobre 2005   | NEAT                |
| 181248 -          | 2005 UL145               | 26 ottobre 2005   | Spacewatch          |
| 181249 Tkachenko  | 2005 UZ158               | 30 ottobre 2005   | Andrushivka         |
| 181250 -          | 2005 UU177               | 24 ottobre 2005   | Spacewatch          |
| 181251 -          | 2005 UD252               | 25 ottobre 2005   | LONEOS              |
| 181252 -          | 2005 UD255               | 24 ottobre 2005   | Spacewatch          |
| 181253 -          | 2005 UD283               | 26 ottobre 2005   | Spacewatch          |
| 181254 -          | 2005 UJ288               | 26 ottobre 2005   | Spacewatch          |
| 181255 -          | 2005 UC317               | 27 ottobre 2005   | NEAT                |
| 181256 -          | 2005 UD359               | 25 ottobre 2005   | Spacewatch          |
| 181257 -          | 2005 UW363               | 27 ottobre 2005   | Spacewatch          |
| 181258 -          | 2005 VW8                 | 1 novembre 2005   | Spacewatch          |
| 181259 -          | 2005 VH9                 | 1 novembre 2005   | Spacewatch          |
| 181260 -          | 2005 VR43                | 3 novembre 2005   | Spacewatch          |
| 181261 -          | 2005 VY76                | 4 novembre 2005   | CSS                 |
| 181262 -          | 2005 VV79                | 4 novembre 2005   | CSS                 |
| 181263 -          | 2005 VB99                | 10 novembre 2005  | Spacewatch          |
| 181264 -          | 2005 VE113               | 10 novembre 2005  | CSS                 |
| 181265 -          | 2005 VC132               | 1 novembre 2005   | Becker, A. C.       |
| 181266 -          | 2005 WU5                 | 21 novembre 2005  | LONEOS              |
| 181267 -          | 2005 WX16                | 22 novembre 2005  | Spacewatch          |
| 181268 -          | 2005 WS36                | 22 novembre 2005  | Spacewatch          |
| 181269 -          | 2005 WV86                | 28 novembre 2005  | CSS                 |
| 181270 -          | 2005 WS126               | 25 novembre 2005  | Mount Lemmon Survey |
| 181271 -          | 2005 WE163               | 29 novembre 2005  | Mount Lemmon Survey |
| 181272 -          | 2005 WR184               | 29 novembre 2005  | NEAT                |
| 181273 -          | 2005 XY1                 | 1 dicembre 2005   | Mount Lemmon Survey |
| 181274 -          | 2005 XC8                 | 5 dicembre 2005   | Pla D'Arguines      |
| 181275 -          | 2005 XN8                 | 1 dicembre 2005   | Spacewatch          |
| 181276 -          | 2005 XN28                | 1 dicembre 2005   | CSS                 |
| 181277 -          | 2005 YA2                 | 21 dicembre 2005  | Spacewatch          |
| 181278 -          | 2005 YR53                | 22 dicembre 2005  | Spacewatch          |
| 181279 Iapyx      | 2006 BF8                 | 22 gennaio 2006   | Merlin, J.-C.       |
| 181280 -          | 2006 ES71                | 2 marzo 2006      | Spacewatch          |
| 181281 -          | 2006 KO82                | 25 maggio 2006    | Mount Lemmon Survey |
| 181282 -          | 2006 KK97                | 25 maggio 2006    | Spacewatch          |
| 181283 -          | 2006 OQ2                 | 19 luglio 2006    | NEAT                |
| 181284 -          | 2006 OH4                 | 21 luglio 2006    | Mount Lemmon Survey |
| 181285 -          | 2006 OO4                 | 21 luglio 2006    | Mount Lemmon Survey |
| 181286 -          | 2006 OS4                 | 21 luglio 2006    | Mount Lemmon Survey |
| 181287 -          | 2006 OF7                 | 24 luglio 2006    | LINEAR              |
| 181288 -          | 2006 OW14                | 20 luglio 2006    | Broughton, J.       |
| 181289 -          | 2006 OF17                | 21 luglio 2006    | Mount Lemmon Survey |
| 181290 -          | 2006 OU20                | 21 luglio 2006    | Mount Lemmon Survey |
| 181291 -          | 2006 PR1                 | 11 agosto 2006    | NEAT                |
| 181292 -          | 2006 PR10                | 13 agosto 2006    | NEAT                |
| 181293 -          | 2006 PB12                | 13 agosto 2006    | NEAT                |
| 181294 -          | 2006 PP12                | 13 agosto 2006    | NEAT                |
| 181295 -          | 2006 PH21                | 15 agosto 2006    | NEAT                |
| 181296 -          | 2006 PV24                | 12 agosto 2006    | NEAT                |
| 181297 -          | 2006 PY26                | 15 agosto 2006    | NEAT                |
| 181298 Ladányi    | 2006 QY                  | 17 agosto 2006    | Piszkesteto         |
| 181299 -          | 2006 QZ2                 | 17 agosto 2006    | NEAT                |
| 181300 -          | 2006 QR8                 | 19 agosto 2006    | Spacewatch          |

## 181301-181400
| Nome                | Designazione provvisoria | Data di scoperta  | Scopritore              |
| ------------------- | ------------------------ | ----------------- | ----------------------- |
| 181301 -            | 2006 QD9                 | 19 agosto 2006    | Spacewatch              |
| 181302 -            | 2006 QS19                | 17 agosto 2006    | LINEAR                  |
| 181303 -            | 2006 QY20                | 18 agosto 2006    | LONEOS                  |
| 181304 -            | 2006 QO24                | 17 agosto 2006    | NEAT                    |
| 181305 -            | 2006 QR24                | 17 agosto 2006    | NEAT                    |
| 181306 -            | 2006 QK25                | 18 agosto 2006    | LINEAR                  |
| 181307 -            | 2006 QX29                | 19 agosto 2006    | LONEOS                  |
| 181308 -            | 2006 QB30                | 19 agosto 2006    | LONEOS                  |
| 181309 -            | 2006 QV30                | 22 agosto 2006    | NEAT                    |
| 181310 -            | 2006 QE35                | 17 agosto 2006    | NEAT                    |
| 181311 -            | 2006 QW35                | 17 agosto 2006    | NEAT                    |
| 181312 -            | 2006 QV39                | 24 agosto 2006    | Boattini, A., Tesi, L.  |
| 181313 -            | 2006 QX45                | 19 agosto 2006    | Spacewatch              |
| 181314 -            | 2006 QY46                | 20 agosto 2006    | Spacewatch              |
| 181315 -            | 2006 QW47                | 21 agosto 2006    | LINEAR                  |
| 181316 -            | 2006 QX48                | 21 agosto 2006    | Spacewatch              |
| 181317 -            | 2006 QX50                | 22 agosto 2006    | NEAT                    |
| 181318 -            | 2006 QT55                | 24 agosto 2006    | LINEAR                  |
| 181319 -            | 2006 QU56                | 24 agosto 2006    | LINEAR                  |
| 181320 -            | 2006 QX56                | 27 agosto 2006    | LONEOS                  |
| 181321 -            | 2006 QR62                | 23 agosto 2006    | LINEAR                  |
| 181322 -            | 2006 QZ67                | 21 agosto 2006    | Spacewatch              |
| 181323 -            | 2006 QJ79                | 24 agosto 2006    | NEAT                    |
| 181324 -            | 2006 QX80                | 24 agosto 2006    | NEAT                    |
| 181325 -            | 2006 QW88                | 27 agosto 2006    | Spacewatch              |
| 181326 -            | 2006 QS90                | 22 agosto 2006    | NEAT                    |
| 181327 -            | 2006 QZ94                | 16 agosto 2006    | NEAT                    |
| 181328 -            | 2006 QD95                | 16 agosto 2006    | NEAT                    |
| 181329 -            | 2006 QZ97                | 22 agosto 2006    | NEAT                    |
| 181330 -            | 2006 QX109               | 28 agosto 2006    | Spacewatch              |
| 181331 -            | 2006 QH112               | 23 agosto 2006    | NEAT                    |
| 181332 -            | 2006 QS112               | 23 agosto 2006    | NEAT                    |
| 181333 -            | 2006 QX113               | 25 agosto 2006    | LINEAR                  |
| 181334 -            | 2006 QY119               | 28 agosto 2006    | CSS                     |
| 181335 -            | 2006 QQ122               | 29 agosto 2006    | CSS                     |
| 181336 -            | 2006 QD125               | 16 agosto 2006    | NEAT                    |
| 181337 -            | 2006 QW126               | 16 agosto 2006    | NEAT                    |
| 181338 -            | 2006 QK147               | 18 agosto 2006    | Spacewatch              |
| 181339 -            | 2006 QK159               | 19 agosto 2006    | Spacewatch              |
| 181340 -            | 2006 QX182               | 19 agosto 2006    | Spacewatch              |
| 181341 -            | 2006 RJ4                 | 12 settembre 2006 | CSS                     |
| 181342 -            | 2006 RE5                 | 14 settembre 2006 | CSS                     |
| 181343 -            | 2006 RS6                 | 14 settembre 2006 | CSS                     |
| 181344 -            | 2006 RB7                 | 14 settembre 2006 | Spacewatch              |
| 181345 -            | 2006 RC7                 | 14 settembre 2006 | Spacewatch              |
| 181346 -            | 2006 RV18                | 14 settembre 2006 | NEAT                    |
| 181347 -            | 2006 RU22                | 15 settembre 2006 | Tucker, R. A.           |
| 181348 -            | 2006 RM30                | 15 settembre 2006 | Spacewatch              |
| 181349 -            | 2006 RO31                | 15 settembre 2006 | Spacewatch              |
| 181350 -            | 2006 RZ32                | 15 settembre 2006 | Spacewatch              |
| 181351 -            | 2006 RF35                | 14 settembre 2006 | NEAT                    |
| 181352 -            | 2006 RY37                | 12 settembre 2006 | CSS                     |
| 181353 -            | 2006 RJ38                | 13 settembre 2006 | NEAT                    |
| 181354 -            | 2006 RP39                | 12 settembre 2006 | CSS                     |
| 181355 -            | 2006 RY42                | 14 settembre 2006 | Spacewatch              |
| 181356 -            | 2006 RP46                | 14 settembre 2006 | Spacewatch              |
| 181357 -            | 2006 RB50                | 14 settembre 2006 | Spacewatch              |
| 181358 -            | 2006 RK52                | 14 settembre 2006 | Spacewatch              |
| 181359 -            | 2006 RH55                | 14 settembre 2006 | Spacewatch              |
| 181360 -            | 2006 RF76                | 15 settembre 2006 | Spacewatch              |
| 181361 -            | 2006 RE87                | 15 settembre 2006 | Spacewatch              |
| 181362 -            | 2006 RA89                | 15 settembre 2006 | Spacewatch              |
| 181363 -            | 2006 RS93                | 15 settembre 2006 | Spacewatch              |
| 181364 -            | 2006 RJ95                | 15 settembre 2006 | Spacewatch              |
| 181365 -            | 2006 RF99                | 15 settembre 2006 | Spacewatch              |
| 181366 -            | 2006 RW99                | 14 settembre 2006 | CSS                     |
| 181367 -            | 2006 RF101               | 14 settembre 2006 | NEAT                    |
| 181368 -            | 2006 SS3                 | 16 settembre 2006 | LINEAR                  |
| 181369 -            | 2006 SX3                 | 16 settembre 2006 | CSS                     |
| 181370 -            | 2006 SZ3                 | 16 settembre 2006 | CSS                     |
| 181371 -            | 2006 SD4                 | 16 settembre 2006 | CSS                     |
| 181372 -            | 2006 SQ4                 | 16 settembre 2006 | CSS                     |
| 181373 -            | 2006 SO5                 | 16 settembre 2006 | NEAT                    |
| 181374 -            | 2006 SL8                 | 16 settembre 2006 | LONEOS                  |
| 181375 -            | 2006 SM8                 | 16 settembre 2006 | LONEOS                  |
| 181376 -            | 2006 SJ12                | 16 settembre 2006 | LONEOS                  |
| 181377 -            | 2006 SU13                | 17 settembre 2006 | LINEAR                  |
| 181378 -            | 2006 SA15                | 17 settembre 2006 | CSS                     |
| 181379 -            | 2006 SV18                | 17 settembre 2006 | Spacewatch              |
| 181380 -            | 2006 SF36                | 17 settembre 2006 | LONEOS                  |
| 181381 -            | 2006 SD37                | 17 settembre 2006 | Spacewatch              |
| 181382 -            | 2006 SF37                | 17 settembre 2006 | Spacewatch              |
| 181383 -            | 2006 SN43                | 16 settembre 2006 | LONEOS                  |
| 181384 -            | 2006 SZ46                | 19 settembre 2006 | CSS                     |
| 181385 -            | 2006 SU47                | 19 settembre 2006 | CSS                     |
| 181386 -            | 2006 SD49                | 18 settembre 2006 | Spacewatch              |
| 181387 -            | 2006 SS51                | 17 settembre 2006 | LONEOS                  |
| 181388 -            | 2006 ST60                | 18 settembre 2006 | CSS                     |
| 181389 -            | 2006 SW60                | 18 settembre 2006 | CSS                     |
| 181390 -            | 2006 SX71                | 19 settembre 2006 | Spacewatch              |
| 181391 -            | 2006 SM75                | 19 settembre 2006 | Spacewatch              |
| 181392 Katonajózsef | 2006 SY77                | 23 settembre 2006 | Sárneczky, K., Kuli, Z. |
| 181393 -            | 2006 SK90                | 18 settembre 2006 | Spacewatch              |
| 181394 -            | 2006 SX90                | 18 settembre 2006 | Spacewatch              |
| 181395 -            | 2006 SY92                | 18 settembre 2006 | Spacewatch              |
| 181396 -            | 2006 SW95                | 18 settembre 2006 | Spacewatch              |
| 181397 -            | 2006 SF99                | 18 settembre 2006 | Spacewatch              |
| 181398 -            | 2006 SC108               | 19 settembre 2006 | LONEOS                  |
| 181399 -            | 2006 SD111               | 21 settembre 2006 | LONEOS                  |
| 181400 -            | 2006 SV115               | 24 settembre 2006 | LONEOS                  |

## 181401-181500
| Nome              | Designazione provvisoria | Data di scoperta  | Scopritore              |
| ----------------- | ------------------------ | ----------------- | ----------------------- |
| 181401 -          | 2006 SF117               | 24 settembre 2006 | Spacewatch              |
| 181402 -          | 2006 SR118               | 24 settembre 2006 | Healy, D.               |
| 181403 -          | 2006 SW121               | 19 settembre 2006 | CSS                     |
| 181404 -          | 2006 SD124               | 19 settembre 2006 | CSS                     |
| 181405 -          | 2006 SK126               | 21 settembre 2006 | LONEOS                  |
| 181406 -          | 2006 SO132               | 16 settembre 2006 | CSS                     |
| 181407 -          | 2006 SQ133               | 17 settembre 2006 | CSS                     |
| 181408 -          | 2006 SK138               | 20 settembre 2006 | LONEOS                  |
| 181409 -          | 2006 SD141               | 25 settembre 2006 | LONEOS                  |
| 181410 -          | 2006 SE162               | 24 settembre 2006 | LONEOS                  |
| 181411 -          | 2006 SY170               | 25 settembre 2006 | Spacewatch              |
| 181412 -          | 2006 SO173               | 25 settembre 2006 | LINEAR                  |
| 181413 -          | 2006 SY179               | 25 settembre 2006 | Spacewatch              |
| 181414 -          | 2006 SX186               | 25 settembre 2006 | Mount Lemmon Survey     |
| 181415 -          | 2006 SA193               | 26 settembre 2006 | Mount Lemmon Survey     |
| 181416 -          | 2006 SL210               | 26 settembre 2006 | Mount Lemmon Survey     |
| 181417 -          | 2006 SO214               | 27 settembre 2006 | Mount Lemmon Survey     |
| 181418 -          | 2006 SJ216               | 27 settembre 2006 | Spacewatch              |
| 181419 Dragonera  | 2006 SN218               | 28 settembre 2006 | OAM                     |
| 181420 -          | 2006 SK258               | 26 settembre 2006 | Spacewatch              |
| 181421 -          | 2006 SM262               | 26 settembre 2006 | Mount Lemmon Survey     |
| 181422 -          | 2006 SQ272               | 27 settembre 2006 | Spacewatch              |
| 181423 -          | 2006 SF274               | 27 settembre 2006 | Spacewatch              |
| 181424 -          | 2006 SM276               | 28 settembre 2006 | LINEAR                  |
| 181425 -          | 2006 SF279               | 28 settembre 2006 | Tucker, R. A.           |
| 181426 -          | 2006 SP281               | 17 settembre 2006 | CSS                     |
| 181427 -          | 2006 SW281               | 19 settembre 2006 | CSS                     |
| 181428 -          | 2006 SG289               | 26 settembre 2006 | CSS                     |
| 181429 -          | 2006 SO315               | 27 settembre 2006 | Spacewatch              |
| 181430 -          | 2006 SV320               | 27 settembre 2006 | Spacewatch              |
| 181431 -          | 2006 SA321               | 27 settembre 2006 | Spacewatch              |
| 181432 -          | 2006 SX327               | 27 settembre 2006 | Spacewatch              |
| 181433 -          | 2006 SZ335               | 28 settembre 2006 | Spacewatch              |
| 181434 -          | 2006 SC344               | 28 settembre 2006 | Spacewatch              |
| 181435 -          | 2006 SD347               | 28 settembre 2006 | Spacewatch              |
| 181436 -          | 2006 SM348               | 28 settembre 2006 | Spacewatch              |
| 181437 -          | 2006 SB349               | 28 settembre 2006 | Spacewatch              |
| 181438 -          | 2006 SY350               | 30 settembre 2006 | CSS                     |
| 181439 -          | 2006 SW359               | 30 settembre 2006 | CSS                     |
| 181440 -          | 2006 SN380               | 27 settembre 2006 | Becker, A. C.           |
| 181441 -          | 2006 SV381               | 28 settembre 2006 | Becker, A. C.           |
| 181442 -          | 2006 SX391               | 19 settembre 2006 | CSS                     |
| 181443 -          | 2006 SJ393               | 28 settembre 2006 | Mount Lemmon Survey     |
| 181444 -          | 2006 TB14                | 10 ottobre 2006   | NEAT                    |
| 181445 -          | 2006 TT15                | 11 ottobre 2006   | Spacewatch              |
| 181446 -          | 2006 TY18                | 11 ottobre 2006   | Spacewatch              |
| 181447 -          | 2006 TD19                | 11 ottobre 2006   | Spacewatch              |
| 181448 -          | 2006 TQ19                | 11 ottobre 2006   | Spacewatch              |
| 181449 -          | 2006 TC20                | 11 ottobre 2006   | Spacewatch              |
| 181450 -          | 2006 TF21                | 11 ottobre 2006   | Spacewatch              |
| 181451 -          | 2006 TD23                | 11 ottobre 2006   | Spacewatch              |
| 181452 -          | 2006 TJ23                | 11 ottobre 2006   | Spacewatch              |
| 181453 -          | 2006 TY25                | 12 ottobre 2006   | Spacewatch              |
| 181454 -          | 2006 TK35                | 12 ottobre 2006   | Spacewatch              |
| 181455 -          | 2006 TL35                | 12 ottobre 2006   | Spacewatch              |
| 181456 -          | 2006 TG36                | 12 ottobre 2006   | Spacewatch              |
| 181457 -          | 2006 TD42                | 12 ottobre 2006   | Spacewatch              |
| 181458 -          | 2006 TH44                | 12 ottobre 2006   | Spacewatch              |
| 181459 -          | 2006 TM44                | 12 ottobre 2006   | Spacewatch              |
| 181460 -          | 2006 TF49                | 12 ottobre 2006   | NEAT                    |
| 181461 -          | 2006 TZ49                | 12 ottobre 2006   | NEAT                    |
| 181462 -          | 2006 TW50                | 12 ottobre 2006   | Spacewatch              |
| 181463 -          | 2006 TY51                | 12 ottobre 2006   | Spacewatch              |
| 181464 -          | 2006 TL54                | 12 ottobre 2006   | NEAT                    |
| 181465 -          | 2006 TX54                | 12 ottobre 2006   | NEAT                    |
| 181466 -          | 2006 TU55                | 12 ottobre 2006   | NEAT                    |
| 181467 -          | 2006 TY55                | 12 ottobre 2006   | NEAT                    |
| 181468 -          | 2006 TN56                | 13 ottobre 2006   | Spacewatch              |
| 181469 -          | 2006 TK63                | 10 ottobre 2006   | NEAT                    |
| 181470 -          | 2006 TY63                | 10 ottobre 2006   | NEAT                    |
| 181471 -          | 2006 TT67                | 11 ottobre 2006   | NEAT                    |
| 181472 -          | 2006 TQ71                | 11 ottobre 2006   | NEAT                    |
| 181473 -          | 2006 TW71                | 11 ottobre 2006   | NEAT                    |
| 181474 -          | 2006 TR75                | 11 ottobre 2006   | NEAT                    |
| 181475 -          | 2006 TL80                | 13 ottobre 2006   | Spacewatch              |
| 181476 -          | 2006 TK84                | 13 ottobre 2006   | Spacewatch              |
| 181477 -          | 2006 TN87                | 13 ottobre 2006   | Spacewatch              |
| 181478 -          | 2006 TR88                | 13 ottobre 2006   | Spacewatch              |
| 181479 -          | 2006 TL90                | 13 ottobre 2006   | Spacewatch              |
| 181480 -          | 2006 TF92                | 13 ottobre 2006   | Spacewatch              |
| 181481 -          | 2006 TR92                | 15 ottobre 2006   | Spacewatch              |
| 181482 -          | 2006 TO93                | 15 ottobre 2006   | Spacewatch              |
| 181483 Ampleforth | 2006 TA95                | 15 ottobre 2006   | Dawson, M.              |
| 181484 -          | 2006 TH96                | 12 ottobre 2006   | NEAT                    |
| 181485 -          | 2006 TT99                | 15 ottobre 2006   | Spacewatch              |
| 181486 -          | 2006 TT101               | 15 ottobre 2006   | Spacewatch              |
| 181487 -          | 2006 TA104               | 15 ottobre 2006   | Spacewatch              |
| 181488 -          | 2006 TM104               | 15 ottobre 2006   | Spacewatch              |
| 181489 -          | 2006 TV109               | 11 ottobre 2006   | NEAT                    |
| 181490 -          | 2006 TK110               | 13 ottobre 2006   | Spacewatch              |
| 181491 -          | 2006 TR111               | 1 ottobre 2006    | Becker, A. C.           |
| 181492 -          | 2006 UU1                 | 16 ottobre 2006   | Young, J. W.            |
| 181493 -          | 2006 UJ3                 | 16 ottobre 2006   | Spacewatch              |
| 181494 Forestale  | 2006 UJ4                 | 16 ottobre 2006   | M.T. Mazzucato, L. Tesi |
| 181495 -          | 2006 UZ5                 | 16 ottobre 2006   | Spacewatch              |
| 181496 -          | 2006 UM7                 | 16 ottobre 2006   | CSS                     |
| 181497 -          | 2006 UX8                 | 16 ottobre 2006   | CSS                     |
| 181498 -          | 2006 UK11                | 17 ottobre 2006   | Mount Lemmon Survey     |
| 181499 -          | 2006 UY11                | 17 ottobre 2006   | Mount Lemmon Survey     |
| 181500 -          | 2006 UJ14                | 17 ottobre 2006   | Mount Lemmon Survey     |

## 181501-181600
| Nome                 | Designazione provvisoria | Data di scoperta | Scopritore            |
| -------------------- | ------------------------ | ---------------- | --------------------- |
| 181501 -             | 2006 UY24                | 16 ottobre 2006  | Spacewatch            |
| 181502 -             | 2006 UY27                | 16 ottobre 2006  | Spacewatch            |
| 181503 -             | 2006 UC37                | 16 ottobre 2006  | Spacewatch            |
| 181504 -             | 2006 UL39                | 16 ottobre 2006  | Spacewatch            |
| 181505 -             | 2006 UR40                | 16 ottobre 2006  | Spacewatch            |
| 181506 -             | 2006 UO41                | 16 ottobre 2006  | Spacewatch            |
| 181507 -             | 2006 UT41                | 16 ottobre 2006  | Spacewatch            |
| 181508 -             | 2006 UC45                | 16 ottobre 2006  | Spacewatch            |
| 181509 -             | 2006 UJ52                | 17 ottobre 2006  | Mount Lemmon Survey   |
| 181510 -             | 2006 UA63                | 21 ottobre 2006  | Mount Lemmon Survey   |
| 181511 -             | 2006 UY67                | 16 ottobre 2006  | CSS                   |
| 181512 -             | 2006 UT70                | 16 ottobre 2006  | CSS                   |
| 181513 -             | 2006 UC71                | 16 ottobre 2006  | CSS                   |
| 181514 -             | 2006 UY76                | 17 ottobre 2006  | Spacewatch            |
| 181515 -             | 2006 UE77                | 17 ottobre 2006  | Spacewatch            |
| 181516 -             | 2006 UW78                | 17 ottobre 2006  | Spacewatch            |
| 181517 -             | 2006 UP79                | 17 ottobre 2006  | Spacewatch            |
| 181518 Ursulakleguin | 2006 UL86                | 17 ottobre 2006  | Mount Lemmon Survey   |
| 181519 -             | 2006 UR87                | 17 ottobre 2006  | Mount Lemmon Survey   |
| 181520 -             | 2006 UY99                | 18 ottobre 2006  | Spacewatch            |
| 181521 -             | 2006 US101               | 18 ottobre 2006  | Spacewatch            |
| 181522 -             | 2006 UW102               | 18 ottobre 2006  | Spacewatch            |
| 181523 -             | 2006 UW103               | 18 ottobre 2006  | Spacewatch            |
| 181524 -             | 2006 UQ106               | 18 ottobre 2006  | Spacewatch            |
| 181525 -             | 2006 UP117               | 19 ottobre 2006  | Spacewatch            |
| 181526 -             | 2006 UQ118               | 19 ottobre 2006  | Spacewatch            |
| 181527 -             | 2006 UG131               | 19 ottobre 2006  | Spacewatch            |
| 181528 -             | 2006 UD133               | 19 ottobre 2006  | Spacewatch            |
| 181529 -             | 2006 UM134               | 19 ottobre 2006  | Spacewatch            |
| 181530 -             | 2006 UD137               | 19 ottobre 2006  | Mount Lemmon Survey   |
| 181531 -             | 2006 UE137               | 19 ottobre 2006  | CSS                   |
| 181532 -             | 2006 UK141               | 19 ottobre 2006  | Mount Lemmon Survey   |
| 181533 -             | 2006 UJ144               | 19 ottobre 2006  | Spacewatch            |
| 181534 -             | 2006 UC152               | 20 ottobre 2006  | Spacewatch            |
| 181535 -             | 2006 UA170               | 21 ottobre 2006  | Mount Lemmon Survey   |
| 181536 -             | 2006 UE174               | 19 ottobre 2006  | Mount Lemmon Survey   |
| 181537 -             | 2006 UE175               | 16 ottobre 2006  | CSS                   |
| 181538 -             | 2006 UL176               | 16 ottobre 2006  | CSS                   |
| 181539 -             | 2006 UX177               | 16 ottobre 2006  | CSS                   |
| 181540 -             | 2006 UA181               | 16 ottobre 2006  | CSS                   |
| 181541 -             | 2006 UK188               | 19 ottobre 2006  | CSS                   |
| 181542 -             | 2006 UM189               | 19 ottobre 2006  | CSS                   |
| 181543 -             | 2006 UZ189               | 19 ottobre 2006  | CSS                   |
| 181544 -             | 2006 UH191               | 19 ottobre 2006  | CSS                   |
| 181545 -             | 2006 UX198               | 20 ottobre 2006  | Spacewatch            |
| 181546 -             | 2006 US204               | 22 ottobre 2006  | NEAT                  |
| 181547 -             | 2006 UT217               | 31 ottobre 2006  | Yeung, W. K. Y.       |
| 181548 -             | 2006 UG220               | 16 ottobre 2006  | Spacewatch            |
| 181549 -             | 2006 US238               | 23 ottobre 2006  | Spacewatch            |
| 181550 -             | 2006 UF251               | 27 ottobre 2006  | Mount Lemmon Survey   |
| 181551 -             | 2006 UC254               | 27 ottobre 2006  | Mount Lemmon Survey   |
| 181552 -             | 2006 UK266               | 27 ottobre 2006  | Spacewatch            |
| 181553 -             | 2006 UB270               | 27 ottobre 2006  | Mount Lemmon Survey   |
| 181554 -             | 2006 UH273               | 27 ottobre 2006  | Spacewatch            |
| 181555 -             | 2006 US273               | 27 ottobre 2006  | Spacewatch            |
| 181556 -             | 2006 UR275               | 28 ottobre 2006  | Spacewatch            |
| 181557 -             | 2006 UJ282               | 28 ottobre 2006  | Mount Lemmon Survey   |
| 181558 -             | 2006 UT282               | 28 ottobre 2006  | Spacewatch            |
| 181559 -             | 2006 US284               | 28 ottobre 2006  | Spacewatch            |
| 181560 -             | 2006 UY284               | 28 ottobre 2006  | Mount Lemmon Survey   |
| 181561 -             | 2006 UX286               | 28 ottobre 2006  | Spacewatch            |
| 181562 Paulrosendall | 2006 UT325               | 20 ottobre 2006  | Buie, M. W.           |
| 181563 -             | 2006 UQ329               | 27 ottobre 2006  | CSS                   |
| 181564 -             | 2006 UJ331               | 17 ottobre 2006  | CSS                   |
| 181565 -             | 2006 VQ5                 | 10 novembre 2006 | Spacewatch            |
| 181566 -             | 2006 VT8                 | 11 novembre 2006 | Spacewatch            |
| 181567 -             | 2006 VA9                 | 11 novembre 2006 | CSS                   |
| 181568 -             | 2006 VP20                | 9 novembre 2006  | Spacewatch            |
| 181569 Leetyphoon    | 2006 VD21                | 9 novembre 2006  | Lin, H.-C., Ye, Q.-z. |
| 181570 -             | 2006 VZ21                | 10 novembre 2006 | Spacewatch            |
| 181571 -             | 2006 VT23                | 10 novembre 2006 | Spacewatch            |
| 181572 -             | 2006 VF27                | 10 novembre 2006 | Spacewatch            |
| 181573 -             | 2006 VN45                | 11 novembre 2006 | CSS                   |
| 181574 -             | 2006 VL50                | 10 novembre 2006 | Spacewatch            |
| 181575 -             | 2006 VX56                | 11 novembre 2006 | Spacewatch            |
| 181576 -             | 2006 VC57                | 11 novembre 2006 | Spacewatch            |
| 181577 -             | 2006 VV64                | 11 novembre 2006 | Spacewatch            |
| 181578 -             | 2006 VS72                | 11 novembre 2006 | Mount Lemmon Survey   |
| 181579 -             | 2006 VL73                | 11 novembre 2006 | Mount Lemmon Survey   |
| 181580 -             | 2006 VP77                | 12 novembre 2006 | Mount Lemmon Survey   |
| 181581 -             | 2006 VR87                | 14 novembre 2006 | CSS                   |
| 181582 -             | 2006 VS101               | 12 novembre 2006 | CSS                   |
| 181583 -             | 2006 VH108               | 13 novembre 2006 | NEAT                  |
| 181584 -             | 2006 VT113               | 13 novembre 2006 | Mount Lemmon Survey   |
| 181585 -             | 2006 VZ124               | 14 novembre 2006 | Spacewatch            |
| 181586 -             | 2006 VU128               | 15 novembre 2006 | Spacewatch            |
| 181587 -             | 2006 VR134               | 15 novembre 2006 | CSS                   |
| 181588 -             | 2006 VW136               | 15 novembre 2006 | Spacewatch            |
| 181589 -             | 2006 VL138               | 15 novembre 2006 | LINEAR                |
| 181590 -             | 2006 VU138               | 15 novembre 2006 | Spacewatch            |
| 181591 -             | 2006 VS145               | 15 novembre 2006 | CSS                   |
| 181592 -             | 2006 VW146               | 15 novembre 2006 | Mount Lemmon Survey   |
| 181593 -             | 2006 VZ149               | 9 novembre 2006  | NEAT                  |
| 181594 -             | 2006 VE154               | 8 novembre 2006  | NEAT                  |
| 181595 -             | 2006 VE168               | 15 novembre 2006 | Mount Lemmon Survey   |
| 181596 -             | 2006 WJ2                 | 18 novembre 2006 | Ferrando, R.          |
| 181597 -             | 2006 WU5                 | 16 novembre 2006 | Spacewatch            |
| 181598 -             | 2006 WQ21                | 17 novembre 2006 | Mount Lemmon Survey   |
| 181599 -             | 2006 WC25                | 17 novembre 2006 | Mount Lemmon Survey   |
| 181600 -             | 2006 WN34                | 16 novembre 2006 | Spacewatch            |

## 181601-181700
| Nome              | Designazione provvisoria | Data di scoperta  | Scopritore                                                |
| ----------------- | ------------------------ | ----------------- | --------------------------------------------------------- |
| 181601 -          | 2006 WA39                | 16 novembre 2006  | Spacewatch                                                |
| 181602 -          | 2006 WO39                | 16 novembre 2006  | Spacewatch                                                |
| 181603 -          | 2006 WL42                | 16 novembre 2006  | Spacewatch                                                |
| 181604 -          | 2006 WE44                | 16 novembre 2006  | Mount Lemmon Survey                                       |
| 181605 -          | 2006 WY48                | 16 novembre 2006  | Mount Lemmon Survey                                       |
| 181606 -          | 2006 WY51                | 16 novembre 2006  | Spacewatch                                                |
| 181607 -          | 2006 WG60                | 17 novembre 2006  | LINEAR                                                    |
| 181608 -          | 2006 WT93                | 19 novembre 2006  | Spacewatch                                                |
| 181609 -          | 2006 WB98                | 19 novembre 2006  | Spacewatch                                                |
| 181610 -          | 2006 WW100               | 19 novembre 2006  | LINEAR                                                    |
| 181611 -          | 2006 WJ103               | 19 novembre 2006  | Spacewatch                                                |
| 181612 -          | 2006 WM105               | 19 novembre 2006  | Spacewatch                                                |
| 181613 -          | 2006 WC106               | 19 novembre 2006  | Spacewatch                                                |
| 181614 -          | 2006 WL109               | 19 novembre 2006  | Spacewatch                                                |
| 181615 -          | 2006 WN113               | 20 novembre 2006  | Spacewatch                                                |
| 181616 -          | 2006 WX129               | 25 novembre 2006  | Tucker, R. A.                                             |
| 181617 -          | 2006 WL141               | 20 novembre 2006  | Spacewatch                                                |
| 181618 -          | 2006 WX149               | 20 novembre 2006  | Spacewatch                                                |
| 181619 -          | 2006 WZ160               | 23 novembre 2006  | Spacewatch                                                |
| 181620 -          | 2006 WA167               | 23 novembre 2006  | Spacewatch                                                |
| 181621 -          | 2006 WC173               | 23 novembre 2006  | Spacewatch                                                |
| 181622 -          | 2006 WX185               | 17 novembre 2006  | NEAT                                                      |
| 181623 -          | 2006 WO190               | 25 novembre 2006  | Mount Lemmon Survey                                       |
| 181624 -          | 2006 WO191               | 27 novembre 2006  | CSS                                                       |
| 181625 -          | 2006 WD193               | 27 novembre 2006  | Spacewatch                                                |
| 181626 -          | 2006 XY5                 | 8 dicembre 2006   | NEAT                                                      |
| 181627 Philgeluck | 2006 XZ5                 | 8 dicembre 2006   | Merlin, J.-C.                                             |
| 181628 -          | 2006 XJ7                 | 9 dicembre 2006   | Spacewatch                                                |
| 181629 -          | 2006 XK8                 | 9 dicembre 2006   | Spacewatch                                                |
| 181630 -          | 2006 XA10                | 9 dicembre 2006   | Spacewatch                                                |
| 181631 -          | 2006 XJ11                | 10 dicembre 2006  | Spacewatch                                                |
| 181632 -          | 2006 XP13                | 10 dicembre 2006  | Spacewatch                                                |
| 181633 -          | 2006 XZ17                | 10 dicembre 2006  | Spacewatch                                                |
| 181634 -          | 2006 XW20                | 11 dicembre 2006  | CSS                                                       |
| 181635 -          | 2006 XK22                | 12 dicembre 2006  | Spacewatch                                                |
| 181636 -          | 2006 XT25                | 12 dicembre 2006  | Mount Lemmon Survey                                       |
| 181637 -          | 2006 XC26                | 12 dicembre 2006  | CSS                                                       |
| 181638 -          | 2006 XK33                | 11 dicembre 2006  | Spacewatch                                                |
| 181639 -          | 2006 XR43                | 12 dicembre 2006  | Spacewatch                                                |
| 181640 -          | 2006 XJ47                | 13 dicembre 2006  | LINEAR                                                    |
| 181641 -          | 2006 XW48                | 13 dicembre 2006  | Spacewatch                                                |
| 181642 -          | 2006 XU65                | 12 dicembre 2006  | NEAT                                                      |
| 181643 -          | 2006 YB5                 | 17 dicembre 2006  | Mount Lemmon Survey                                       |
| 181644 -          | 2006 YV7                 | 20 dicembre 2006  | NEAT                                                      |
| 181645 -          | 2006 YZ46                | 22 dicembre 2006  | LINEAR                                                    |
| 181646 -          | 2007 AM16                | 10 gennaio 2007   | Spacewatch                                                |
| 181647 -          | 2007 CT25                | 9 febbraio 2007   | Spacewatch                                                |
| 181648 -          | 2007 EE1                 | 6 marzo 2007      | NEAT                                                      |
| 181649 -          | 2007 TO333               | 11 ottobre 2007   | Spacewatch                                                |
| 181650 -          | 2007 UF33                | 16 ottobre 2007   | CSS                                                       |
| 181651 -          | 2007 UT59                | 30 ottobre 2007   | Mount Lemmon Survey                                       |
| 181652 -          | 2007 VO11                | 2 novembre 2007   | CSS                                                       |
| 181653 -          | 2007 VM99                | 2 novembre 2007   | Spacewatch                                                |
| 181654 -          | 2007 VD166               | 5 novembre 2007   | Spacewatch                                                |
| 181655 -          | 2007 VZ189               | 14 novembre 2007  | Lowe, A.                                                  |
| 181656 -          | 2007 VM231               | 7 novembre 2007   | Spacewatch                                                |
| 181657 -          | 2007 VB263               | 13 novembre 2007  | Spacewatch                                                |
| 181658 -          | 2007 VZ268               | 12 novembre 2007  | LINEAR                                                    |
| 181659 -          | 2007 XW1                 | 3 dicembre 2007   | CSS                                                       |
| 181660 -          | 2007 YK45                | 30 dicembre 2007  | Mount Lemmon Survey                                       |
| 181661 Alessandro | 2007 YO47                | 29 dicembre 2007  | Suno                                                      |
| 181662 -          | 2007 YW55                | 31 dicembre 2007  | CSS                                                       |
| 181663 -          | 2008 AW2                 | 7 gennaio 2008    | LUSS                                                      |
| 181664 -          | 2008 AW16                | 10 gennaio 2008   | Spacewatch                                                |
| 181665 -          | 2008 AG32                | 12 gennaio 2008   | Mount Lemmon Survey                                       |
| 181666 -          | 2008 AA33                | 13 gennaio 2008   | LINEAR                                                    |
| 181667 -          | 2008 AU38                | 10 gennaio 2008   | CSS                                                       |
| 181668 -          | 2008 AX44                | 10 gennaio 2008   | Spacewatch                                                |
| 181669 -          | 2008 AE62                | 11 gennaio 2008   | Spacewatch                                                |
| 181670 Kengyun    | 2008 BO15                | 28 gennaio 2008   | LUSS                                                      |
| 181671 -          | 2008 BO22                | 31 gennaio 2008   | Mount Lemmon Survey                                       |
| 181672 -          | 2008 BV23                | 31 gennaio 2008   | Mount Lemmon Survey                                       |
| 181673 -          | 2008 BM32                | 30 gennaio 2008   | CSS                                                       |
| 181674 -          | 2008 CF52                | 7 febbraio 2008   | Spacewatch                                                |
| 181675 -          | 2008 CC70                | 9 febbraio 2008   | Lowe, A.                                                  |
| 181676 -          | 2213 P-L                 | 22 ottobre 1960   | van Houten, C. J., van Houten-Groeneveld, I., Gehrels, T. |
| 181677 -          | 2617 P-L                 | 24 settembre 1960 | van Houten, C. J., van Houten-Groeneveld, I., Gehrels, T. |
| 181678 -          | 2667 P-L                 | 24 settembre 1960 | van Houten, C. J., van Houten-Groeneveld, I., Gehrels, T. |
| 181679 -          | 2724 P-L                 | 24 settembre 1960 | van Houten, C. J., van Houten-Groeneveld, I., Gehrels, T. |
| 181680 -          | 4290 P-L                 | 24 settembre 1960 | van Houten, C. J., van Houten-Groeneveld, I., Gehrels, T. |
| 181681 -          | 4746 P-L                 | 24 settembre 1960 | van Houten, C. J., van Houten-Groeneveld, I., Gehrels, T. |
| 181682 -          | 4786 P-L                 | 24 settembre 1960 | van Houten, C. J., van Houten-Groeneveld, I., Gehrels, T. |
| 181683 -          | 4803 P-L                 | 24 settembre 1960 | van Houten, C. J., van Houten-Groeneveld, I., Gehrels, T. |
| 181684 -          | 6330 P-L                 | 24 settembre 1960 | van Houten, C. J., van Houten-Groeneveld, I., Gehrels, T. |
| 181685 -          | 6645 P-L                 | 27 settembre 1960 | van Houten, C. J., van Houten-Groeneveld, I., Gehrels, T. |
| 181686 -          | 6712 P-L                 | 26 settembre 1960 | van Houten, C. J., van Houten-Groeneveld, I., Gehrels, T. |
| 181687 -          | 9568 P-L                 | 22 ottobre 1960   | van Houten, C. J., van Houten-Groeneveld, I., Gehrels, T. |
| 181688 -          | 2331 T-2                 | 30 settembre 1973 | van Houten, C. J., van Houten-Groeneveld, I., Gehrels, T. |
| 181689 -          | 3093 T-2                 | 30 settembre 1973 | van Houten, C. J., van Houten-Groeneveld, I., Gehrels, T. |
| 181690 -          | 3174 T-2                 | 30 settembre 1973 | van Houten, C. J., van Houten-Groeneveld, I., Gehrels, T. |
| 181691 -          | 4089 T-2                 | 29 settembre 1973 | van Houten, C. J., van Houten-Groeneveld, I., Gehrels, T. |
| 181692 -          | 4621 T-2                 | 30 settembre 1973 | van Houten, C. J., van Houten-Groeneveld, I., Gehrels, T. |
| 181693 -          | 5096 T-2                 | 25 settembre 1973 | van Houten, C. J., van Houten-Groeneveld, I., Gehrels, T. |
| 181694 -          | 1049 T-3                 | 17 ottobre 1977   | van Houten, C. J., van Houten-Groeneveld, I., Gehrels, T. |
| 181695 -          | 3007 T-3                 | 16 ottobre 1977   | van Houten, C. J., van Houten-Groeneveld, I., Gehrels, T. |
| 181696 -          | 3113 T-3                 | 16 ottobre 1977   | van Houten, C. J., van Houten-Groeneveld, I., Gehrels, T. |
| 181697 -          | 5185 T-3                 | 16 ottobre 1977   | van Houten, C. J., van Houten-Groeneveld, I., Gehrels, T. |
| 181698 -          | 5684 T-3                 | 16 ottobre 1977   | van Houten, C. J., van Houten-Groeneveld, I., Gehrels, T. |
| 181699 -          | 5701 T-3                 | 16 ottobre 1977   | van Houten, C. J., van Houten-Groeneveld, I., Gehrels, T. |
| 181700 -          | 1981 EG2                 | 2 marzo 1981      | Bus, S. J.                                                |

## 181701-181800
| Nome               | Designazione provvisoria | Data di scoperta  | Scopritore                           |
| ------------------ | ------------------------ | ----------------- | ------------------------------------ |
| 181701 -           | 1981 EP34                | 2 marzo 1981      | Bus, S. J.                           |
| 181702 Forcalquier | 1988 RC9                 | 15 settembre 1988 | Elst, E. W.                          |
| 181703 -           | 1988 TS                  | 13 ottobre 1988   | Ueda, S., Kaneda, H.                 |
| 181704 -           | 1989 NA                  | 2 luglio 1989     | Helin, E. F.                         |
| 181705 -           | 1989 RY                  | 3 settembre 1989  | Elst, E. W.                          |
| 181706 -           | 1991 UY3                 | 31 ottobre 1991   | Ueda, S., Kaneda, H.                 |
| 181707 -           | 1992 EN6                 | 1 marzo 1992      | UESAC                                |
| 181708 -           | 1993 FW                  | 28 marzo 1993     | Jewitt, D. C., Luu, J. X.            |
| 181709 -           | 1993 FD32                | 19 marzo 1993     | UESAC                                |
| 181710 -           | 1993 SO8                 | 17 settembre 1993 | Elst, E. W.                          |
| 181711 -           | 1993 SC9                 | 22 settembre 1993 | Debehogne, H., Elst, E. W.           |
| 181712 -           | 1993 TQ16                | 9 ottobre 1993    | Elst, E. W.                          |
| 181713 -           | 1993 TL27                | 9 ottobre 1993    | Elst, E. W.                          |
| 181714 -           | 1993 TM27                | 9 ottobre 1993    | Elst, E. W.                          |
| 181715 -           | 1993 TO34                | 9 ottobre 1993    | Elst, E. W.                          |
| 181716 -           | 1994 BG2                 | 18 gennaio 1994   | Spacewatch                           |
| 181717 -           | 1994 GD6                 | 6 aprile 1994     | Spacewatch                           |
| 181718 -           | 1994 ST8                 | 28 settembre 1994 | Spacewatch                           |
| 181719 -           | 1994 UX3                 | 26 ottobre 1994   | Spacewatch                           |
| 181720 -           | 1994 YX3                 | 31 dicembre 1994  | Spacewatch                           |
| 181721 -           | 1995 BT10                | 29 gennaio 1995   | Spacewatch                           |
| 181722 -           | 1995 CU                  | 1 febbraio 1995   | Boattini, A., Tesi, L.               |
| 181723 -           | 1995 DY6                 | 24 febbraio 1995  | Spacewatch                           |
| 181724 -           | 1995 FX11                | 27 marzo 1995     | Spacewatch                           |
| 181725 -           | 1995 FO20                | 31 marzo 1995     | Spacewatch                           |
| 181726 -           | 1995 MY6                 | 29 giugno 1995    | Spacewatch                           |
| 181727 -           | 1995 QB14                | 25 agosto 1995    | Spacewatch                           |
| 181728 -           | 1995 ST10                | 17 settembre 1995 | Spacewatch                           |
| 181729 -           | 1995 SP16                | 18 settembre 1995 | Spacewatch                           |
| 181730 -           | 1995 SN49                | 22 settembre 1995 | Spacewatch                           |
| 181731 -           | 1995 SD60                | 24 settembre 1995 | Spacewatch                           |
| 181732 -           | 1995 SM67                | 18 settembre 1995 | Spacewatch                           |
| 181733 -           | 1995 TL4                 | 15 ottobre 1995   | Spacewatch                           |
| 181734 -           | 1995 UQ6                 | 23 ottobre 1995   | Tesi, L., Boattini, A.               |
| 181735 -           | 1995 UX16                | 17 ottobre 1995   | Spacewatch                           |
| 181736 -           | 1995 US21                | 19 ottobre 1995   | Spacewatch                           |
| 181737 -           | 1995 UQ43                | 25 ottobre 1995   | Spacewatch                           |
| 181738 -           | 1995 UD50                | 17 ottobre 1995   | Spacewatch                           |
| 181739 -           | 1995 UA78                | 23 ottobre 1995   | Spacewatch                           |
| 181740 -           | 1995 VX8                 | 14 novembre 1995  | Spacewatch                           |
| 181741 -           | 1995 VG15                | 15 novembre 1995  | Spacewatch                           |
| 181742 -           | 1995 WL15                | 17 novembre 1995  | Spacewatch                           |
| 181743 -           | 1995 XJ4                 | 14 dicembre 1995  | Spacewatch                           |
| 181744 -           | 1995 YT8                 | 18 dicembre 1995  | Spacewatch                           |
| 181745 -           | 1995 YY18                | 22 dicembre 1995  | Spacewatch                           |
| 181746 -           | 1996 AR10                | 13 gennaio 1996   | Spacewatch                           |
| 181747 -           | 1996 BV13                | 16 gennaio 1996   | Spacewatch                           |
| 181748 -           | 1996 DC2                 | 26 febbraio 1996  | McNaught, R. H.                      |
| 181749 -           | 1996 EX8                 | 12 marzo 1996     | Spacewatch                           |
| 181750 -           | 1996 FL14                | 19 marzo 1996     | Spacewatch                           |
| 181751 Phaenops    | 1996 HS12                | 17 aprile 1996    | Elst, E. W.                          |
| 181752 -           | 1996 JZ6                 | 11 maggio 1996    | Spacewatch                           |
| 181753 -           | 1996 RM19                | 7 settembre 1996  | Spacewatch                           |
| 181754 -           | 1996 RW25                | 13 settembre 1996 | NEAT                                 |
| 181755 -           | 1996 TV17                | 4 ottobre 1996    | Spacewatch                           |
| 181756 -           | 1996 TO27                | 7 ottobre 1996    | Spacewatch                           |
| 181757 -           | 1996 TL30                | 7 ottobre 1996    | Spacewatch                           |
| 181758 -           | 1996 TQ32                | 10 ottobre 1996   | Spacewatch                           |
| 181759 -           | 1996 TX50                | 4 ottobre 1996    | Elst, E. W.                          |
| 181760 -           | 1996 TJ67                | 7 ottobre 1996    | Spacewatch                           |
| 181761 -           | 1996 VR2                 | 10 novembre 1996  | di Cicco, D.                         |
| 181762 -           | 1996 VX17                | 6 novembre 1996   | Spacewatch                           |
| 181763 -           | 1996 VR25                | 10 novembre 1996  | Spacewatch                           |
| 181764 -           | 1996 VH26                | 10 novembre 1996  | Spacewatch                           |
| 181765 -           | 1996 XL7                 | 1 dicembre 1996   | Spacewatch                           |
| 181766 -           | 1997 AW14                | 12 gennaio 1997   | Klet                                 |
| 181767 -           | 1997 CG7                 | 1 febbraio 1997   | Spacewatch                           |
| 181768 -           | 1997 CQ15                | 6 febbraio 1997   | Spacewatch                           |
| 181769 -           | 1997 CR25                | 13 febbraio 1997  | Spacewatch                           |
| 181770 -           | 1997 EF57                | 10 marzo 1997     | Elst, E. W.                          |
| 181771 -           | 1997 GG3                 | 5 aprile 1997     | NEAT                                 |
| 181772 -           | 1997 LS2                 | 6 giugno 1997     | Veillet, C.                          |
| 181773 -           | 1997 LH5                 | 2 giugno 1997     | Spacewatch                           |
| 181774 -           | 1997 LK10                | 7 giugno 1997     | Elst, E. W.                          |
| 181775 -           | 1997 TW1                 | 3 ottobre 1997    | ODAS                                 |
| 181776 -           | 1997 TM6                 | 2 ottobre 1997    | ODAS                                 |
| 181777 -           | 1997 TN9                 | 2 ottobre 1997    | Spacewatch                           |
| 181778 -           | 1997 UN5                 | 21 ottobre 1997   | Spacewatch                           |
| 181779 -           | 1997 US18                | 28 ottobre 1997   | Spacewatch                           |
| 181780 -           | 1997 WH6                 | 23 novembre 1997  | Spacewatch                           |
| 181781 -           | 1997 YG4                 | 23 dicembre 1997  | Beijing Schmidt CCD Asteroid Program |
| 181782 -           | 1998 AO11                | 2 gennaio 1998    | Spacewatch                           |
| 181783 -           | 1998 BV14                | 25 gennaio 1998   | Galád, A.                            |
| 181784 -           | 1998 BO20                | 22 gennaio 1998   | Spacewatch                           |
| 181785 -           | 1998 BK29                | 25 gennaio 1998   | Spacewatch                           |
| 181786 -           | 1998 BY38                | 29 gennaio 1998   | Spacewatch                           |
| 181787 -           | 1998 DF17                | 23 febbraio 1998  | Spacewatch                           |
| 181788 -           | 1998 DZ17                | 23 febbraio 1998  | Spacewatch                           |
| 181789 -           | 1998 DD23                | 24 febbraio 1998  | Spacewatch                           |
| 181790 -           | 1998 DD26                | 23 febbraio 1998  | Spacewatch                           |
| 181791 -           | 1998 EX9                 | 8 marzo 1998      | Beijing Schmidt CCD Asteroid Program |
| 181792 -           | 1998 FD39                | 20 marzo 1998     | LINEAR                               |
| 181793 -           | 1998 HZ4                 | 18 aprile 1998    | Spacewatch                           |
| 181794 -           | 1998 HF5                 | 22 aprile 1998    | Spacewatch                           |
| 181795 -           | 1998 HU67                | 21 aprile 1998    | LINEAR                               |
| 181796 -           | 1998 HN122               | 23 aprile 1998    | LINEAR                               |
| 181797 -           | 1998 MR2                 | 19 giugno 1998    | LINEAR                               |
| 181798 -           | 1998 MJ40                | 26 giugno 1998    | Elst, E. W.                          |
| 181799 -           | 1998 OD4                 | 24 luglio 1998    | ODAS                                 |
| 181800 -           | 1998 QZ4                 | 22 agosto 1998    | Beijing Schmidt CCD Asteroid Program |

## 181801-181900
| Nome                | Designazione provvisoria | Data di scoperta  | Scopritore                                 |
| ------------------- | ------------------------ | ----------------- | ------------------------------------------ |
| 181801 -            | 1998 QD22                | 17 agosto 1998    | LINEAR                                     |
| 181802 -            | 1998 QZ27                | 26 agosto 1998    | Spacewatch                                 |
| 181803 -            | 1998 QY73                | 24 agosto 1998    | LINEAR                                     |
| 181804 -            | 1998 QO81                | 24 agosto 1998    | LINEAR                                     |
| 181805 -            | 1998 QN88                | 24 agosto 1998    | LINEAR                                     |
| 181806 -            | 1998 QT95                | 19 agosto 1998    | LINEAR                                     |
| 181807 -            | 1998 QA97                | 19 agosto 1998    | LINEAR                                     |
| 181808 -            | 1998 QY106               | 25 agosto 1998    | Elst, E. W.                                |
| 181809 -            | 1998 RN4                 | 14 settembre 1998 | LINEAR                                     |
| 181810 -            | 1998 RP14                | 14 settembre 1998 | Spacewatch                                 |
| 181811 -            | 1998 RV14                | 14 settembre 1998 | Spacewatch                                 |
| 181812 -            | 1998 RH24                | 14 settembre 1998 | LINEAR                                     |
| 181813 -            | 1998 RC33                | 14 settembre 1998 | LINEAR                                     |
| 181814 -            | 1998 RS41                | 14 settembre 1998 | LINEAR                                     |
| 181815 -            | 1998 RX43                | 14 settembre 1998 | LINEAR                                     |
| 181816 -            | 1998 RD55                | 14 settembre 1998 | LINEAR                                     |
| 181817 -            | 1998 RL58                | 14 settembre 1998 | LINEAR                                     |
| 181818 -            | 1998 RX58                | 14 settembre 1998 | LINEAR                                     |
| 181819 -            | 1998 RM66                | 14 settembre 1998 | LINEAR                                     |
| 181820 -            | 1998 SM2                 | 18 settembre 1998 | ODAS                                       |
| 181821 -            | 1998 SV7                 | 20 settembre 1998 | Spacewatch                                 |
| 181822 -            | 1998 SQ9                 | 17 settembre 1998 | Beijing Schmidt CCD Asteroid Program       |
| 181823 -            | 1998 SK12                | 21 settembre 1998 | Visnjan                                    |
| 181824 Königsleiten | 1998 SY35                | 24 settembre 1998 | Lehmann, G., Kandler, J.                   |
| 181825 -            | 1998 SR39                | 23 settembre 1998 | Spacewatch                                 |
| 181826 -            | 1998 SP49                | 22 settembre 1998 | Bickel, W.                                 |
| 181827 -            | 1998 SS50                | 26 settembre 1998 | Spacewatch                                 |
| 181828 -            | 1998 SU58                | 17 settembre 1998 | LONEOS                                     |
| 181829 Houyunde     | 1998 SY62                | 25 settembre 1998 | Beijing Schmidt CCD Asteroid Program       |
| 181830 -            | 1998 SG80                | 26 settembre 1998 | LINEAR                                     |
| 181831 -            | 1998 SE84                | 26 settembre 1998 | LINEAR                                     |
| 181832 -            | 1998 SZ87                | 26 settembre 1998 | LINEAR                                     |
| 181833 -            | 1998 SW112               | 26 settembre 1998 | LINEAR                                     |
| 181834 -            | 1998 SW116               | 26 settembre 1998 | LINEAR                                     |
| 181835 -            | 1998 SU125               | 26 settembre 1998 | LINEAR                                     |
| 181836 -            | 1998 SS149               | 26 settembre 1998 | LINEAR                                     |
| 181837 -            | 1998 SF160               | 26 settembre 1998 | LINEAR                                     |
| 181838 -            | 1998 SQ165               | 18 settembre 1998 | CSS                                        |
| 181839 -            | 1998 TM3                 | 14 ottobre 1998   | LINEAR                                     |
| 181840 -            | 1998 TS12                | 13 ottobre 1998   | Spacewatch                                 |
| 181841 -            | 1998 TD14                | 14 ottobre 1998   | Spacewatch                                 |
| 181842 -            | 1998 TF16                | 15 ottobre 1998   | ODAS                                       |
| 181843 -            | 1998 TK20                | 13 ottobre 1998   | Spacewatch                                 |
| 181844 -            | 1998 TG29                | 15 ottobre 1998   | Spacewatch                                 |
| 181845 -            | 1998 TS31                | 11 ottobre 1998   | LONEOS                                     |
| 181846 -            | 1998 UG2                 | 20 ottobre 1998   | ODAS                                       |
| 181847 -            | 1998 UG10                | 16 ottobre 1998   | Spacewatch                                 |
| 181848 -            | 1998 UT14                | 23 ottobre 1998   | Spacewatch                                 |
| 181849 -            | 1998 UM17                | 17 ottobre 1998   | Beijing Schmidt CCD Asteroid Program       |
| 181850 -            | 1998 UA47                | 24 ottobre 1998   | Spacewatch                                 |
| 181851 -            | 1998 UX48                | 17 ottobre 1998   | LONEOS                                     |
| 181852 -            | 1998 VF27                | 10 novembre 1998  | LINEAR                                     |
| 181853 -            | 1998 WT11                | 21 novembre 1998  | LINEAR                                     |
| 181854 -            | 1998 WT12                | 21 novembre 1998  | LINEAR                                     |
| 181855 -            | 1998 WT31                | 18 novembre 1998  | Buie, M. W.                                |
| 181856 -            | 1998 XV3                 | 9 dicembre 1998   | Kobayashi, T.                              |
| 181857 -            | 1998 XH6                 | 8 dicembre 1998   | Spacewatch                                 |
| 181858 -            | 1998 XE7                 | 8 dicembre 1998   | Spacewatch                                 |
| 181859 -            | 1998 XM10                | 8 dicembre 1998   | ODAS                                       |
| 181860 -            | 1998 XU20                | 10 dicembre 1998  | Spacewatch                                 |
| 181861 -            | 1998 XS33                | 14 dicembre 1998  | LINEAR                                     |
| 181862 -            | 1998 XF46                | 14 dicembre 1998  | LINEAR                                     |
| 181863 -            | 1998 XB100               | 12 dicembre 1998  | LINEAR                                     |
| 181864 -            | 1999 AQ9                 | 10 gennaio 1999   | Beijing Schmidt CCD Asteroid Program       |
| 181865 -            | 1999 BP32                | 19 gennaio 1999   | Spacewatch                                 |
| 181866 -            | 1999 CU12                | 14 febbraio 1999  | ODAS                                       |
| 181867 -            | 1999 CV118               | 10 febbraio 1999  | Jewitt, D. C., Trujillo, C. A., Luu, J. X. |
| 181868 -            | 1999 CG119               | 11 febbraio 1999  | Luu, J. X., Trujillo, C. A., Jewitt, D. C. |
| 181869 -            | 1999 CA129               | 11 febbraio 1999  | LINEAR                                     |
| 181870 -            | 1999 CJ145               | 8 febbraio 1999   | Spacewatch                                 |
| 181871 -            | 1999 CO153               | 12 febbraio 1999  | Trujillo, C. A., Luu, J. X., Jewitt, D. C. |
| 181872 Cathaysa     | 1999 FL90                | 21 marzo 1999     | Sloan Digital Sky Survey                   |
| 181873 -            | 1999 GY12                | 12 aprile 1999    | Spacewatch                                 |
| 181874 -            | 1999 HW11                | 18 aprile 1999    | Kitt Peak                                  |
| 181875 -            | 1999 JC131               | 13 maggio 1999    | LINEAR                                     |
| 181876 -            | 1999 JC135               | 12 maggio 1999    | LINEAR                                     |
| 181877 -            | 1999 LZ33                | 11 giugno 1999    | CSS                                        |
| 181878 -            | 1999 OT                  | 17 luglio 1999    | Bickel, W.                                 |
| 181879 -            | 1999 PE2                 | 9 agosto 1999     | Comba, P. G.                               |
| 181880 -            | 1999 PE7                 | 6 agosto 1999     | Parker, J. W.                              |
| 181881 -            | 1999 PB9                 | 8 agosto 1999     | LONEOS                                     |
| 181882 -            | 1999 RF14                | 7 settembre 1999  | LINEAR                                     |
| 181883 -            | 1999 RO21                | 7 settembre 1999  | LINEAR                                     |
| 181884 -            | 1999 RS28                | 8 settembre 1999  | Šarounová, L.                              |
| 181885 -            | 1999 RK32                | 9 settembre 1999  | Korlević, K.                               |
| 181886 -            | 1999 RP32                | 9 settembre 1999  | Bell, G., Hug, G.                          |
| 181887 -            | 1999 RB55                | 7 settembre 1999  | LINEAR                                     |
| 181888 -            | 1999 RQ73                | 7 settembre 1999  | LINEAR                                     |
| 181889 -            | 1999 RQ92                | 7 settembre 1999  | LINEAR                                     |
| 181890 -            | 1999 RP96                | 7 settembre 1999  | LINEAR                                     |
| 181891 -            | 1999 RD106               | 8 settembre 1999  | LINEAR                                     |
| 181892 -            | 1999 RY145               | 9 settembre 1999  | LINEAR                                     |
| 181893 -            | 1999 RC148               | 9 settembre 1999  | LINEAR                                     |
| 181894 -            | 1999 RN153               | 9 settembre 1999  | LINEAR                                     |
| 181895 -            | 1999 RM155               | 9 settembre 1999  | LINEAR                                     |
| 181896 -            | 1999 RN161               | 9 settembre 1999  | LINEAR                                     |
| 181897 -            | 1999 RK164               | 9 settembre 1999  | LINEAR                                     |
| 181898 -            | 1999 RS168               | 9 settembre 1999  | LINEAR                                     |
| 181899 -            | 1999 RM178               | 9 settembre 1999  | LINEAR                                     |
| 181900 -            | 1999 RX212               | 9 settembre 1999  | LINEAR                                     |

## 181901-182000
| Nome     | Designazione provvisoria | Data di scoperta  | Scopritore                                 |
| -------- | ------------------------ | ----------------- | ------------------------------------------ |
| 181901 - | 1999 RP214               | 6 settembre 1999  | LONEOS                                     |
| 181902 - | 1999 RD215               | 6 settembre 1999  | Trujillo, C. A., Luu, J. X., Jewitt, D. C. |
| 181903 - | 1999 RE237               | 8 settembre 1999  | CSS                                        |
| 181904 - | 1999 RN254               | 8 settembre 1999  | CSS                                        |
| 181905 - | 1999 SR1                 | 20 settembre 1999 | Šarounová, L.                              |
| 181906 - | 1999 SC4                 | 29 settembre 1999 | Korlević, K.                               |
| 181907 - | 1999 SC14                | 29 settembre 1999 | CSS                                        |
| 181908 - | 1999 SG19                | 29 settembre 1999 | CSS                                        |
| 181909 - | 1999 TX15                | 12 ottobre 1999   | Pravec, P., Kušnirák, P.                   |
| 181910 - | 1999 TR34                | 2 ottobre 1999    | LINEAR                                     |
| 181911 - | 1999 TQ39                | 3 ottobre 1999    | CSS                                        |
| 181912 - | 1999 TP41                | 2 ottobre 1999    | Spacewatch                                 |
| 181913 - | 1999 TS44                | 3 ottobre 1999    | Spacewatch                                 |
| 181914 - | 1999 TZ46                | 4 ottobre 1999    | Spacewatch                                 |
| 181915 - | 1999 TY51                | 4 ottobre 1999    | Spacewatch                                 |
| 181916 - | 1999 TH53                | 6 ottobre 1999    | Spacewatch                                 |
| 181917 - | 1999 TP71                | 9 ottobre 1999    | Spacewatch                                 |
| 181918 - | 1999 TL74                | 10 ottobre 1999   | Spacewatch                                 |
| 181919 - | 1999 TZ76                | 10 ottobre 1999   | Spacewatch                                 |
| 181920 - | 1999 TN79                | 11 ottobre 1999   | Spacewatch                                 |
| 181921 - | 1999 TQ79                | 11 ottobre 1999   | Spacewatch                                 |
| 181922 - | 1999 TQ80                | 11 ottobre 1999   | Spacewatch                                 |
| 181923 - | 1999 TD105               | 3 ottobre 1999    | LINEAR                                     |
| 181924 - | 1999 TW115               | 4 ottobre 1999    | LINEAR                                     |
| 181925 - | 1999 TW117               | 4 ottobre 1999    | LINEAR                                     |
| 181926 - | 1999 TT130               | 6 ottobre 1999    | LINEAR                                     |
| 181927 - | 1999 TM133               | 6 ottobre 1999    | LINEAR                                     |
| 181928 - | 1999 TE134               | 6 ottobre 1999    | LINEAR                                     |
| 181929 - | 1999 TR134               | 6 ottobre 1999    | LINEAR                                     |
| 181930 - | 1999 TD136               | 6 ottobre 1999    | LINEAR                                     |
| 181931 - | 1999 TJ138               | 6 ottobre 1999    | LINEAR                                     |
| 181932 - | 1999 TY138               | 6 ottobre 1999    | LINEAR                                     |
| 181933 - | 1999 TD142               | 7 ottobre 1999    | LINEAR                                     |
| 181934 - | 1999 TM144               | 7 ottobre 1999    | LINEAR                                     |
| 181935 - | 1999 TS155               | 7 ottobre 1999    | LINEAR                                     |
| 181936 - | 1999 TC158               | 7 ottobre 1999    | LINEAR                                     |
| 181937 - | 1999 TX159               | 9 ottobre 1999    | LINEAR                                     |
| 181938 - | 1999 TB161               | 9 ottobre 1999    | LINEAR                                     |
| 181939 - | 1999 TQ163               | 9 ottobre 1999    | LINEAR                                     |
| 181940 - | 1999 TJ169               | 10 ottobre 1999   | LINEAR                                     |
| 181941 - | 1999 TT173               | 10 ottobre 1999   | LINEAR                                     |
| 181942 - | 1999 TZ176               | 10 ottobre 1999   | LINEAR                                     |
| 181943 - | 1999 TT179               | 10 ottobre 1999   | LINEAR                                     |
| 181944 - | 1999 TN180               | 10 ottobre 1999   | LINEAR                                     |
| 181945 - | 1999 TC202               | 13 ottobre 1999   | LINEAR                                     |
| 181946 - | 1999 TM203               | 13 ottobre 1999   | LINEAR                                     |
| 181947 - | 1999 TG215               | 15 ottobre 1999   | LINEAR                                     |
| 181948 - | 1999 TP216               | 15 ottobre 1999   | LINEAR                                     |
| 181949 - | 1999 TF219               | 1 ottobre 1999    | CSS                                        |
| 181950 - | 1999 TB226               | 2 ottobre 1999    | Spacewatch                                 |
| 181951 - | 1999 TA228               | 1 ottobre 1999    | Spacewatch                                 |
| 181952 - | 1999 TL231               | 5 ottobre 1999    | CSS                                        |
| 181953 - | 1999 TH245               | 7 ottobre 1999    | CSS                                        |
| 181954 - | 1999 TT263               | 15 ottobre 1999   | Spacewatch                                 |
| 181955 - | 1999 TE272               | 3 ottobre 1999    | LINEAR                                     |
| 181956 - | 1999 TV287               | 10 ottobre 1999   | LINEAR                                     |
| 181957 - | 1999 TA289               | 10 ottobre 1999   | LINEAR                                     |
| 181958 - | 1999 UL7                 | 30 ottobre 1999   | LINEAR                                     |
| 181959 - | 1999 UG21                | 31 ottobre 1999   | Spacewatch                                 |
| 181960 - | 1999 UM24                | 28 ottobre 1999   | CSS                                        |
| 181961 - | 1999 UA31                | 31 ottobre 1999   | Spacewatch                                 |
| 181962 - | 1999 UU35                | 31 ottobre 1999   | Spacewatch                                 |
| 181963 - | 1999 UO37                | 16 ottobre 1999   | Spacewatch                                 |
| 181964 - | 1999 UE40                | 16 ottobre 1999   | LINEAR                                     |
| 181965 - | 1999 UN41                | 18 ottobre 1999   | Spacewatch                                 |
| 181966 - | 1999 UA42                | 20 ottobre 1999   | LINEAR                                     |
| 181967 - | 1999 UW47                | 30 ottobre 1999   | CSS                                        |
| 181968 - | 1999 UW58                | 30 ottobre 1999   | LINEAR                                     |
| 181969 - | 1999 VU14                | 2 novembre 1999   | Spacewatch                                 |
| 181970 - | 1999 VF17                | 2 novembre 1999   | Spacewatch                                 |
| 181971 - | 1999 VM17                | 2 novembre 1999   | Spacewatch                                 |
| 181972 - | 1999 VD21                | 12 novembre 1999  | Farra d'Isonzo                             |
| 181973 - | 1999 VS26                | 3 novembre 1999   | LINEAR                                     |
| 181974 - | 1999 VJ30                | 3 novembre 1999   | LINEAR                                     |
| 181975 - | 1999 VK35                | 3 novembre 1999   | LINEAR                                     |
| 181976 - | 1999 VK45                | 4 novembre 1999   | CSS                                        |
| 181977 - | 1999 VJ64                | 4 novembre 1999   | LINEAR                                     |
| 181978 - | 1999 VV66                | 4 novembre 1999   | LINEAR                                     |
| 181979 - | 1999 VZ66                | 4 novembre 1999   | LINEAR                                     |
| 181980 - | 1999 VZ69                | 4 novembre 1999   | LINEAR                                     |
| 181981 - | 1999 VC71                | 4 novembre 1999   | LINEAR                                     |
| 181982 - | 1999 VO74                | 5 novembre 1999   | Spacewatch                                 |
| 181983 - | 1999 VO80                | 4 novembre 1999   | LINEAR                                     |
| 181984 - | 1999 VF82                | 5 novembre 1999   | LINEAR                                     |
| 181985 - | 1999 VW95                | 9 novembre 1999   | LINEAR                                     |
| 181986 - | 1999 VR104               | 9 novembre 1999   | LINEAR                                     |
| 181987 - | 1999 VQ108               | 9 novembre 1999   | LINEAR                                     |
| 181988 - | 1999 VF110               | 9 novembre 1999   | LINEAR                                     |
| 181989 - | 1999 VW111               | 9 novembre 1999   | LINEAR                                     |
| 181990 - | 1999 VG113               | 9 novembre 1999   | LINEAR                                     |
| 181991 - | 1999 VH121               | 4 novembre 1999   | Spacewatch                                 |
| 181992 - | 1999 VZ125               | 9 novembre 1999   | Spacewatch                                 |
| 181993 - | 1999 VP130               | 9 novembre 1999   | Spacewatch                                 |
| 181994 - | 1999 VO161               | 14 novembre 1999  | LINEAR                                     |
| 181995 - | 1999 VV165               | 14 novembre 1999  | LINEAR                                     |
| 181996 - | 1999 VQ167               | 14 novembre 1999  | LINEAR                                     |
| 181997 - | 1999 VR180               | 6 novembre 1999   | LINEAR                                     |
| 181998 - | 1999 VC212               | 12 novembre 1999  | LINEAR                                     |
| 181999 - | 1999 WG15                | 29 novembre 1999  | Spacewatch                                 |
| 182000 - | 1999 WX20                | 16 novembre 1999  | Spacewatch                                 |